# Hlorokvin
Hlorokvin ili hlorohin je lek koji se koristi za sprečavanje i lečenje malarije u oblastima u kojima je poznato da je malarija osetljiva na njene efekte. Određene vrste malarije, rezistentnih sojeva i komplikovani slučajevi obično zahtevaju različite ili dodatne lekove. Povremeno se koristi kod amebijaze koja se javlja izvan creva, reumatoidnog artritisa i lupus eritematoza. Uzima se gutanjem tableta. Takođe se eksperimentalno koristi za lečenje COVID-19 (koji je uzročnik pandemije virusa korona) od 2020. godine. Otkriveno je da je inhibitor SARS koronavirusa 2005. godine.
Uobičajene nuspojave uključuju probleme sa mišićima, gubitak apetita, proliv i osip na koži. Ozbiljne nuspojave uključuju probleme sa vidom, oštećenje mišića, epileptičke napade i aplastičnu anemiju. Izgleda da je siguran za upotrebu tokom trudnoće. Hlorokvin je član 4-Aminohinolin klase lekova. Deluje protiv aseksualnog oblika malarije unutar crvenih krvnih zrnaca.
Hlorokin je 1934. godine otkrio nemački naučnik Hans Andersag. Nalazi se na listi esencijalnih lekova Svetske zdravstvene organizacije, najsigurnijih i najefikasnijih lekova potrebnih u zdravstvenom sistemu. Dostupan je kao generički lek. Po sastavu, ovo organsko jedinjenje sadrži 18 atoma ugljenika i ima molekulsku masu od 319,872 .

## Osobine
| Osobina                  | Vrednost |
| ------------------------ | -------- |
| Broj akceptora vodonika  | 3        |
| Broj donora vodonika     | 1        |
| Broj rotacionih veza     | 8        |
| Particioni koeficijent ( | 4,3      |
| Rastvorljivost (logS, log(mol/L))       | -5,9     |
| Polarna površina (PSA, Å2)  | 28,2     |

## Literatura
- Hardman JG, Limbird LE, Gilman AG (2001). Goodman & Gilman's The Pharmacological Basis of Therapeutics (10. изд.). New York: McGraw-Hill. ISBN 0071354697. doi:10.1036/0071422803.
- Thomas L. Lemke; David A. Williams, ур. (2007). Foye's Principles of Medicinal Chemistry (6. изд.). Baltimore: Lippincott Willams & Wilkins. ISBN 0781768799.

## Spoljašnje veze
|  | Molimo Vas, obratite pažnju na važno upozorenje u vezi sa temama iz oblasti medicine (zdravlja). |